# Vignoble de Champagne
Pour les articles homonymes, voir Champagne.
Le vignoble de Champagne est une région viticole française située sur le territoire de l'ancienne province de Champagne. Il s'étend principalement en région Grand Est (Aube, Marne), mais aussi sur les départements voisins de l'Aisne et de Seine-et-Marne, en partie issus de cette province.
Le vin le plus connu de cette grande région viticole est le renommé vin de Champagne (ou tout simplement champagne). Cependant, la Champagne ne produit pas seulement du vin de Champagne, on y trouve aussi des vins plus classiques comme le rosé des Riceys, ou encore des vins rouges, blancs et rosés, autrefois appelés « vins nature de Champagne » et qui depuis 1974, date d'obtention du label AOC, sont appelés coteaux-champenois. Ils sont les descendants des vins tranquilles qui concurrençaient les vins de Bourgogne.

## Historique

### Moyen Âge
Le vignoble de Champagne a une longue histoire. On considère que sa création définitive est due aux abbayes bénédictines de Saint-Pierre-aux-Monts à Châlons-en-Champagne et de Saint-Pierre d'Hautvillers. En effet, cette dernière fut créée en 650 par l'archevêque de Reims saint Nivard. Elle deviendra alors propriétaire de nombreuses parcelles de vignes, mais surtout c'est dans cette abbaye que dom Pérignon mettra au point, au XVIIe siècle, le cœur de la méthode champenoise.
La grande charte champenoise, donnée en 1114 par Guillaume de Champeaux, évêque de Châlons, est considérée comme l'acte créateur de ce vignoble.

### Période moderne

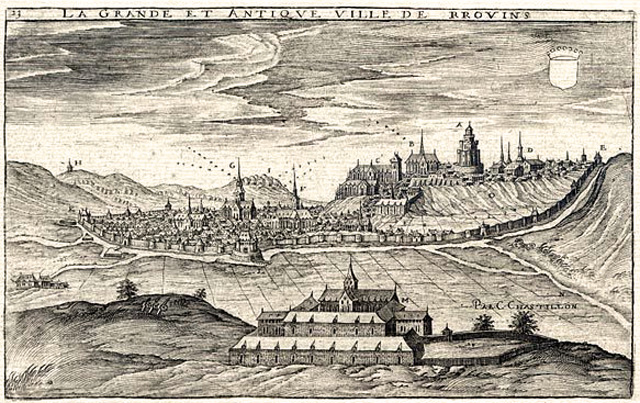
Vignoble de Provins au XVIIIe siècle, gravure de Chastillon.

La notoriété des vins de Champagne va évoluer fortement au XVIIe siècle, XVIIIe siècle et surtout XIXe siècle. Les grandes maisons vont se créer les unes après les autres. Ces vins vont s'exporter et être remarqués à l'étranger à la fois dans des milieux prestigieux tels que la cour de Russie ou les milieux aristocratiques anglais, mais aussi aux États-Unis. Quelques événements et crises politiques vont jouer un rôle significatif. Les techniques utilisés vont se perfectionner et se stabiliser, ainsi que les modes de consommation. L'ouvrage d'Éric Glâtre, Chronique des vins de Champagne, détaille cette évolution et donne quelques points de repère dans la multiplicité des dates possibles, et les travaux de Roger Dion apportent aussi quelques éclairages importants.
Au début du XVIIe siècle, un propriétaire de vignoble à proximité de Reims, Nicolas Brulart de Sillery, est un homme d'État français, pendant quelques années garde des sceaux puis chancelier de France proche de Marie de Médicis et du roi Henri IV. Pour l'historien Roger Dion, il participe à accroître par son influence la réputation des vins champenois et de la Montagne de Reims. En 1660, les vins de Champagne (qui ne sont pas encore tout à fait ce qu'on appellera un siècle plus tard du champagne) ont un succès grandissant en Angleterre à la suite de la Restauration Stuart. Ces consommateurs apprécient notamment les vins effervescents, ce qui favorise la production de tels vins et initie en Champagne une vogue du vin mousseux. De 1668 à 1715, Dom Pierre Pérignon devient procureur de l'abbaye Saint-Pierre d'Hautvillers. Dans une abbaye, le procureur, à l'époque, ou receveur, ou intendant, c'est le patron «temporel», mais ce moine-là va marquer pour longtemps l'histoire de ce vignoble, en se passionnant pour l'activité autour des vins et en s'impliquant dans une recherche de qualité, notamment en développant la technique de l'assemblage des produits des différentes vignes dont l'abbaye bénéficie pour garantir une pérennité du goût et de la qualité. Comme on prête surtout aux riches, d'autres apports ont été attribués à Dom Pérignon. Il aurait notamment ainsi inventé la méthode champenoise, dont l'usage commence à se développer  à la même époque dans cette région, en s'inspirant de la « méthode ancestrale » de vinification des vins effervescents de Limoux, préexistante mais ce rôle attribué à Dom Pérignon est un mythe, une légende. Pour autant, pour Éric Glâtre, il laisse à sa mort un domaine vignoble grandement amélioré sur la qualité des terres et leur état.
Les ventes à l'exportation ont eu une importance majeure dans l'évolution des vins produits sur le vignoble de Champagne, et notamment sur leur effervescence. Alors qu’en France, l'effervescence de ces vins ne se généralise vraiment que vers 1725, le champagne devient effervescent en Angleterre bien avant, pour des raisons logistiques dans un premier temps : le jus, transporté alors en tonneaux, est embouteillé sur place et y refermente. Cette version du vin de Champagne séduit les consommateurs anglais, comme en témoigne une chanson, The Man of Mode, créée en 1675 et qui en chante les louanges.
Ce serait en 1755, pour cet historien spécialisé, Eric Glâtre, qu'apparaissent, à nouveau en Angleterre, des formes de verres coniques d'une hauteur inhabituel, des flûtes. En 1769, un vigneron, Claude Ruinart, aménage dans une butte rémoise des caves spectaculaires pour mieux garantir la qualité du vieillissement de ses productions. Son fils lui succède en 1794. Parmi ses clients figurent : Bonaparte, Charles-Maurice de Talleyrand-Périgord, le roi de Prusse, le prince d'Orange, les cours du Danemark et de Bavière, les ducs d'York, l'archevêque de Cantorbéry, etc... Mais dès 1775, Ruinart ou la maison Moët vendent une partie significative de leurs productions à  la noblesse de Russie, de Belgique, de Prusse, d’Italie ou d’Angleterre. Et ces ventes à grande distance poussent ces vignerons à adopter la mise en bouteille de verre de leurs jus, pour ne pas modifier le goût lors des transferts de produits.
Jean-Rémy Moët devient maire d'Epernay de 1802 à 1815 puis de 1826 à 1830, montrant une certaine réussite des négociants de ces vins. En 1805, François Clicquot, à la tête d'une petite maison héritée de sa grand-mère, meurt. Sa veuve décide alors de s'opposer à la vente des vignes et de prendre les rênes de l'établissement, malgré les objections de sa belle-famille. Une remarquable femme d'affaires émerge alors, appelée la Veuve Clicquot, qui sait s'entourer, s'associant même avec un concurrent (mais un négociant, pas un producteur), Jérôme Alexandre Fourneaux. Elle sait accroître judicieusement son domaine, vendre et exporter,, et pratique une politique sociale moins destinée au personnel caviste qu'aux vignerons livreurs qui sont assimilés à des ouvriers de la maison. Elle innove aussi techniquement, en sachant identifier et encourager les bonnes idées de ses collaborateurs, au sein de son équipe : en 1818, avec Antoine-Aloys de Muller, son chef de cave, elle invente ainsi le procédé de « la table de remuage », permettant d'obtenir des « vins plus clairs, nets et limpides », autrement que par décantation et transversement. Quelques années auparavant, le congrès de Vienne, réunissant avec ces cent quarante négociateurs et ses importantes délégations, une partie de l'élite européenne, aurait participé à diffuser le goût pour le champagne, apprécié durant les festivités : « Le congrès ne marche pas, il danse »,.
Devant le développement des ventes du vin mousseux de Champagne, des maisons de champagne se créent les unes après les autres, durant ce XIXe siècle, sous l'impulsion d'entrepreneurs attirés par la réussite de cette activité. Ces entrepreneurs font preuve d'audaces, produisant et négociant ce vin, et l'exportant dans toute l'Europe et Outre-Mer, même si la marque Champagne ne figure pas encore en tant que telle sur les étiquettes. Ainsi, Louis Roederer en 1827. De même, cette même année 1827 pour les fils d'un négociant de la Hesse, Peter-Arnold Mumm. En 1832, Félix-Désiré Delbeck acquiert des vignes sur la Montagne de Reims et la Côte des Blancs. De 164 657 bouteilles en 1848, les ventes de la maison Moët et Chandon passent à 2 508 105 bouteilles en 1869. La notoriété de ces vins se renforce constamment : ils sont cités dans les oeuvres littéraires, dans la presse, dans les pièces de théâtre, etc.

### Période contemporaine
La première partie du XXe siècle est l'époque des réglementations et de la mise en place d'institutions protectrices d'une nouvelle appellation, le Champagne.
Ainsi, face aux imitations et à l'origine quelquefois douteuse des raisins utilisés pour produire en quantité, une loi de février 1911 impose d'apposer la mention Champagne sur les étiquettes des bouteilles et les bouchons mais posent des conditions de provenance des récoltes de raisins à partir d'une zone géographique pour pouvoir bénéficier de cette dénomination. En avril, des producteurs vignerons aubois se révoltent et procèdent à des saccages, ne pouvant plus vendre leur production à des prix aussi avantageux. Le gouvernement fait intervenir l'armée, et le 15 avril, cette révolte est matée.
En novembre 1940, sous le régime de Vichy, pour renforcer l'organisation des métiers, le gouvernement instaure un Bureau national de répartition des vins de Champagne qui préfigure le futur comité interprofessionnel du vin de Champagne instauré par la loi le 12 avril 1941, dont un des rôles est de protéger l’appellation Champagne.
La deuxième partie du XXe siècle et le début du XXIe siècle est une époque de regroupement des sociétés et de constitution de conglommérats, pour acquérir une taille plus forte face à la mondialisation du marché des alcools. En France, ce regroupement se fait par un jeu de poupée russe : ainsi, par exemple, le champagne Henriot est apporté par la famille du même nom à Veuve Clicquot Ponsardin, absorbé ensuite par le groupe Louis Vuitton Malletier, lui-même fusionné ultérieurement, en 1987, avec Moët Hennessy pour former LVMH. Ces regroupements successifs, avec quelques allers-retours (le champagne Henriot s'extrayant par exemple de l'ensemble LVMH) aboutissent notamment à la constitution de ce groupe LVMH - Moët Hennessy Louis Vuitton, associant progressivement des vins et spiritueux, de la mode et de la maroquinerie, des parfums et cosmétiques, des montres et de la joaillerie, et constituant un groupe spécialisé dans le luxe souvent classé numéro un au niveau mondial au début du XXIe siècle, avec une diversité de marques et d'activités,. LVMH possède notamment au début de ce XXIe siècle les maisons de champagne suivantes, qui étaient restées des entreprises familiales pendant des décennies : Moët & Chandon, Dom Pérignon, Mercier, Veuve Clicquot Ponsardin; Krug, et Maison Ruinart, ainsi qu'une partie de l'actionnariat (50 %) de Armand de Brignac, marque bien plus récente. LVMH, estimant sans doute disposer de trop de marques de champagne dans son portefeuille et désirant se focaliser sur les entreprises les plus rentables, a revendu en 2002 Pommery à la Maison Vranken, celle-ci devenant alors Vranken-Pommery Monopole. Un autre groupe français important dans l'alcool et désormais présent dans le champagne est le groupe Pernod Ricard, qui a acquis (en décembre 2000) les marques Mumm, puis Perrier-Jouët (en 2005).
Depuis 1974, les vins tranquilles (non effervescents) de la même région obtiennent également une AOC sous le terme de coteaux-champenois, mais ces vins, issus des mêmes cépages que le Champagne et ayant précédé l'apparition des vins effervescents, sont désormais produits en faible quantité, car ils entrent en concurrence, au niveau des terroirs comme des raisins, avec le champagne effervescent ; de ce fait leur prix est plutôt élevé Reste à voir l'impact du changement climatique dans les prochaines décennies.
Depuis 2016, un partenariat entre la Communauté d’agglomération de Châlons-en-Champagne, la Maison de l’architecture Champagne-Ardenne et l’École nationale supérieure d'architecture de Nancy a permis de construire une vigntaine de loges de vigne dans le vignoble de Champagne,, notamment dans le parc naturel de la Montagne de Reims, le vitryat, le sézannais, le Pays d'Épernay et dans l'Aube. Il s'en trouve par exemple à Avenay-Val-d'Or, Avize, Bassuet, Bouzy, Chigny-les-Roses, Cormoyeux, Cumières, Fontaine-sur-Aÿ, Le Breuil, Moussy, Nogent-l'Abbesse, Trépail, et Vanault-le-Châtel dans la Marne,, ainsi qu'à Spoy et Villenauxe-la-Grande dans l'Aube. Ces nouvelles constructions interviennent généralement dans le cadre de la promotion de l'œnotourisme,. Les loges sont construites lors des universités d'été « Architecture et Champagne » dans un atelier de Châlons-en-Champagne, avant d'être démontées et réassemblées sur leurs lieux de destination respectifs,. Pour promouvoir la construction des cabanes, un pavillon baptisé « Maison des loges » a été construit dans la ville. Les universités d'été sont interrompues en 2021, avant de reprendre en 2024.

## Encépagement

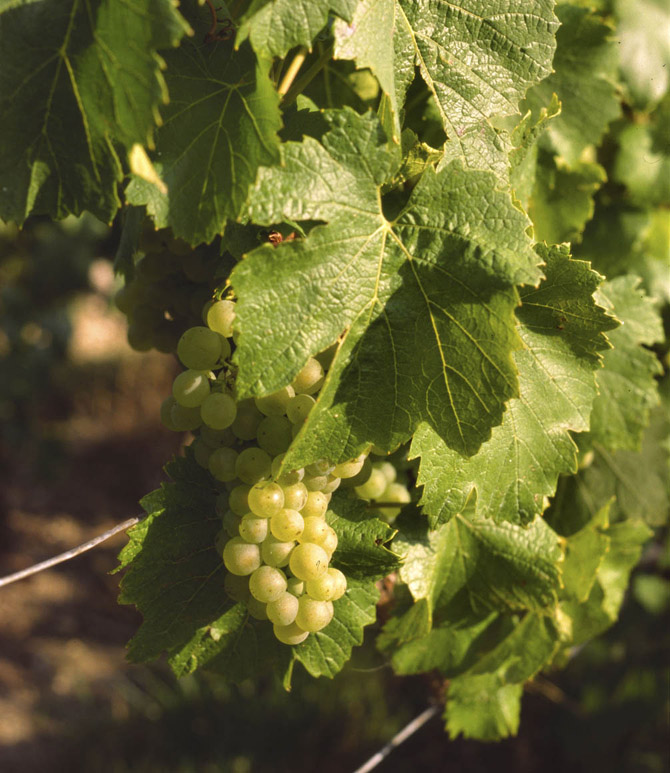
Grappe de chardonnay à Avize.

L'élaboration du champagne nécessite l'assemblage de plusieurs cépages de la famille des pinots. Les trois principaux utilisés sont :
- le chardonnay (raisin blanc, 29 % de la surface plantée, qui donne un vin frais et délicat) ; un champagne exclusivement élaboré à partir de ce cépage, que l'on retrouve dans la région des Côtes des Blancs, est appelé « blanc de blancs » ;
- le pinot noir (raisin noir à pulpe incolore, 39 % de la surface plantée, donnant toutefois un jus blanc car les peaux n'ont pas le temps de teinter le jus lors du pressage et qui donne un vin charpenté et au bouquet fin) ;
- le pinot meunier (raisin noir à pulpe incolore lui aussi, un peu plus tardif que le pinot noir, 32 % de la surface plantée, qui donne un vin proche du pinot noir mais plus fruité et une aptitude de garde plus réduite).

Ainsi donc, le plus célèbre des vins blancs est majoritairement issu de raisins noirs.
S'y rajoutent des cépages traditionnels (surfaces très limitées, quelques hectares) :
- l'arbane ;
- le petit meslier ;
- le pinot de juillet ;
- le pinot gris vrai (appelé dans l'histoire du vin de Champagne « fromenteau ») ;
- le pinot blanc vrai.

Rendement : 160 kilogrammes de raisin produisent 102 litres de moût, qui après les pertes en vinification (1,5 %) et au dégorgement (0,5 %), donneront 100 litres de vin commercialisable, soit 133 bouteilles de 75 cl.

## Géographie
Sur un peu plus de trente mille hectares de vigne au total, c'est le vignoble le plus septentrional de France avec 60 à 80 jours de gel par an. Il doit sa richesse à son morcellement, chaque village constituant un cru, c'est-à-dire le produit d'un terroir et d'un climat ; il existe 302 crus. Les plus grandes caves de champagne se trouvent à Épernay et à Reims. Quelques parcelles de l'appellation champagne (20 ha) se trouvent en Île-de-France dans les communes de Citry, Nanteuil-sur-Marne et Saâcy-sur-Marne (Seine-et-Marne). Le département de la Haute-Marne peut lui aussi revendiquer l’existence de quelques dizaines d’hectares de vignes. En 2008, un dossier visant à inscrire les « paysages du champagne » sur la liste du Patrimoine mondial de l'UNESCO est soumis aux autorités françaises et le 4 juillet 2015, les coteaux, caves et maisons de Champagne sont inscrits au patrimoine mondial de l'humanité.

### Les zones

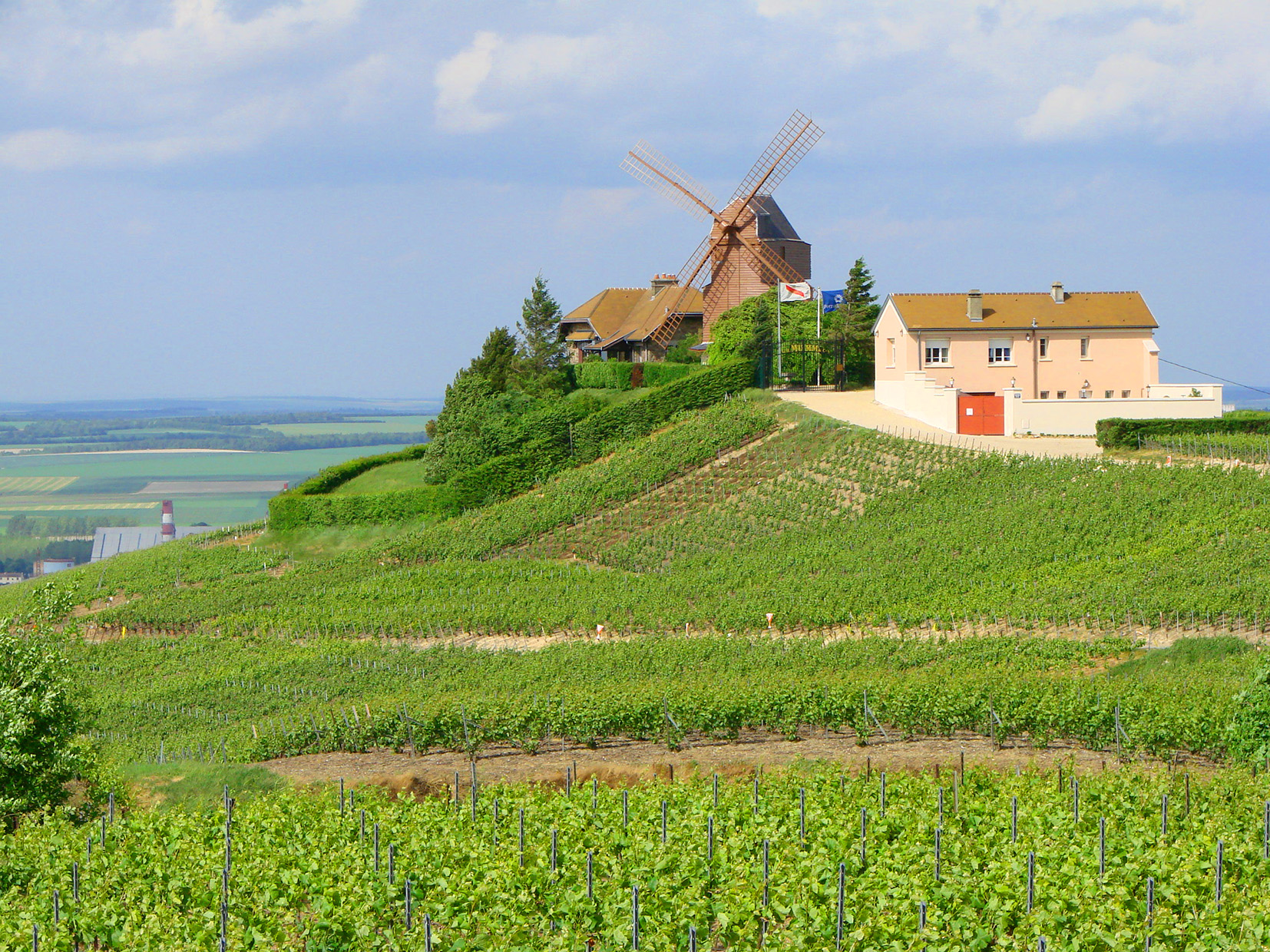
Le moulin de Verzenay.

Le champagne est produit dans la zone viticole délimitée par la loi du 22 juillet 1927. Cette zone n'est pas d'un seul tenant. Il existe quatre zones de production de raisins qui regroupent les dix-sept terroirs de champagne.
La montagne de Reims (département de la Marne) : majoritairement exposés au sud, les coteaux sont implantés sur des sols dont la craie est profondément enfouie. Le cépage dominant y est le pinot noir. Dans les caves de la montagne de Reims reposent des champagnes réputés pour leur puissance, leur charpente et leur noblesse. On peut diviser la montagne de Reims en cinq zones bien distinctes : Écueil, Chigny-les-Roses, Verzenay, Trépail–Nogent-l'Abbesse et Bouzy–Ambonnay.
La vallée de la Marne (Marne, Aisne et Seine-et-Marne) : les coteaux sont implantés sur des sols à dominante argilo-calcaire, à tendance marneuse. Le cépage dominant y est le pinot meunier. Les champagnes de la vallée de la Marne, grâce à leur grande diversité, possèdent un séduisant bouquet, du fruité et une grande souplesse. Cette zone est subdivisée en sept sous-régions : grande vallée de la Marne, région d’Épernay, région de Condé-en-Brie, région est de Château-Thierry, région ouest de Château-Thierry, vallée de la Marne rive droite et rive gauche.
La Côte des blancs (Marne) : ici, un cépage unique règne en maître : le chardonnay. La craie affleurante y est partout, véritable réservoir d'eau et de chaleur des sous-sols. La Côte des blancs donne naissance à des champagnes prisés, empreints de vivacité et d'esprit, aux arômes légers et délicats, symboles de finesse et d'élégance.
Le vignoble de l'Aube, appelé côte des Bar (Bar-sur-Aube et Bar-sur-Seine dans l'Aube et  Haute-Marne) : les sous-sols à tendance marneuse y sont principalement plantés de pinot noir. La côte des Bar est divisée en deux zones localement : Bar séquanais et Bar-sur-Aubois. Les champagnes de la côte des Bar sont des vins de caractère, à la belle rondeur et aux arômes complexes.

#### Historique de la zone d'appellation
Juste avant le début de la Révolution française, le vignoble champenois s'étendait sur quelque 50 000 hectares. Dans la seconde moitié du XIXe siècle, le vignoble connaît avec 65 000 hectares son expansion maximale comprenant aussi 2 500 hectares dans le département des Ardennes. Après les fléaux du phylloxéra et de la Grande Guerre, le vignoble s'est réduit à 12 000 hectares. En 2013, le vignoble champenois s'étend sur près de 35 000 hectares.

#### La procédure d'extension
Depuis 2003, une procédure visant à l'extension de la délimitation de l'appellation a été lancée,.
Cette procédure, dont le but est d'intégrer dans l'aire de production du champagne quelques parcelles dûment certifiées d'une quarantaine de nouveaux villages, fait appel aux expertises des historiens pour rechercher des pratiques viticoles anciennes et à celles des géologues pour rechercher les parcelles concernées soit par les marnes du Kimméridgien, les craies blanches du Campanien ou les sédiments du Paléocène toutes terres qui doivent fonder le sous-sol des terres champenoises dignes de porter la vigne.
La désignation des parcelles devrait se faire à partir de 2009 avec le décret du Conseil d'État entérinant la nouvelle géographie des parcelles supplémentaires. La profession espère ainsi créer 2 à 3 000 nouveaux hectares en vignobles champenois. À 800 000 euros l'hectare, ce chantier devrait ouvrir une période de recours et de chicanes judiciaires — certaines parcelles se sont vendues dernièrement à près de 1,1 million d'euros. De ce fait, ni les habitants, ni les autorités locales n'auront connaissance des localisations des parcelles ni de leur étendue, avant la validation par l'Institut national des appellations d'origine. Selon le CIVC : « Transformer des hectares de blé en hectare de vigne, c'est multiplier par 350 la valeur d'une parcelle cultivable ». Dans les villages, il se murmure qu'à ces prix-là, si le cimetière est installé sur une parcelle intéressante, il ne faut pas hésiter à le déplacer.
Les communes potentielles sont Blacy, Courcy, Courdemanges, Fismes, Montmirail dans le département de la Marne, Arrelles, Balnot-la-Grange, Bossancourt, Bouilly, Etourvy, Fontvannes, Javernant, Laines-aux-Bois, Macey, Messon, Prugny, Saint Germain/Lépine, Souligny, Torvillers, Villery dans le département de l'Aube, Marchais-en-Brie dans le département de l'Aisne et Champcourt, Harricourt dans le département de la Haute-Marne. De plus certains villages déjà aujourd'hui sous appellation pourront voir leurs surfaces s'agrandir.

### Le classement

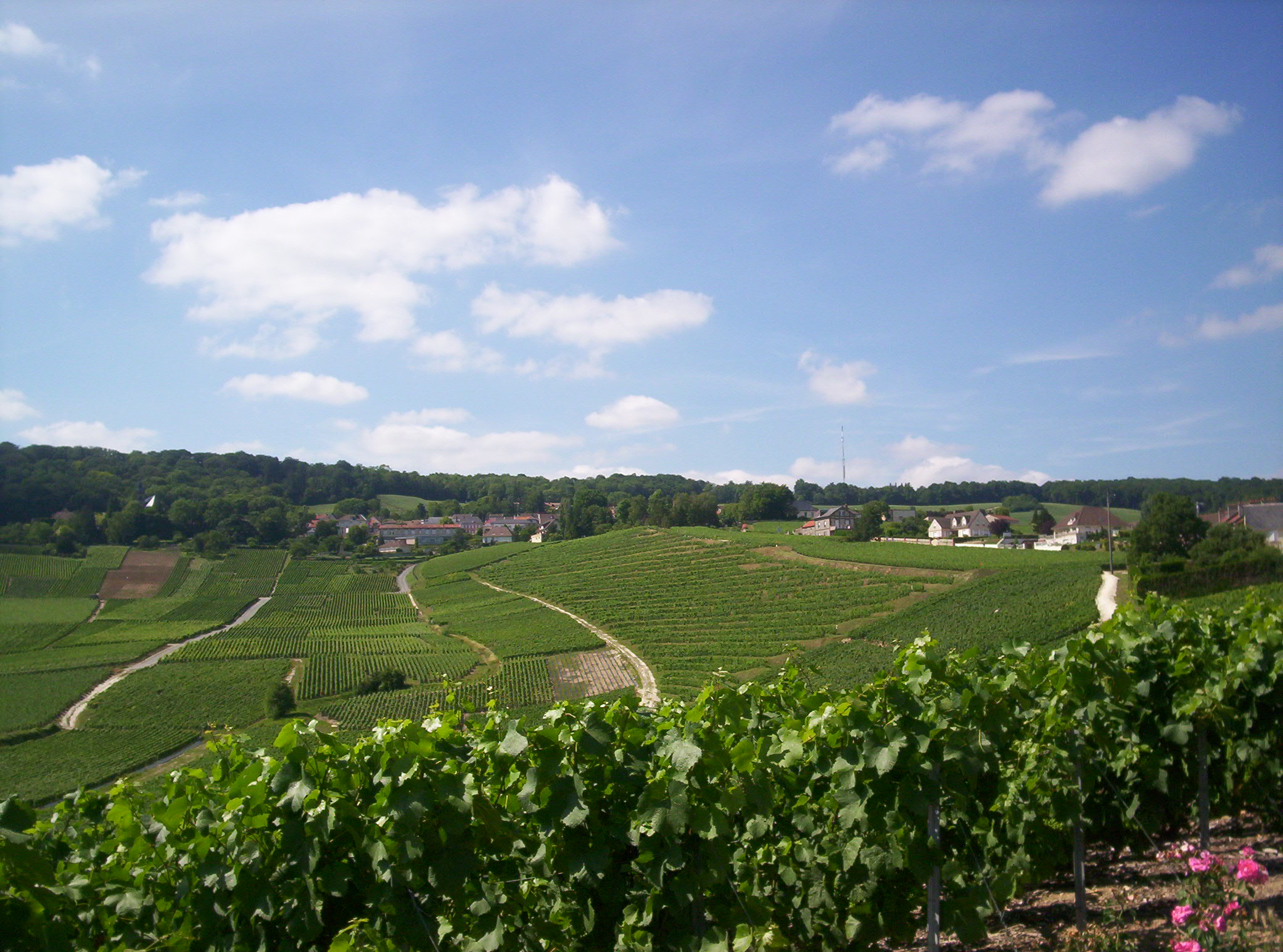
Le terroir d'Hautvillers.

Les 319 communes viticoles champenoises sont classées en trois catégories : 17 terroirs classés champagnes « grand cru », 44  terroirs « premier cru », les autres terroirs non classés (correspondant aux ex petits-crus, ils sont aussi appelés crus périphériques).
Ce classement des crus de Champagne permet de déterminer le prix à payer au propriétaire de vignes pour son raisin. 100 % correspond au « grand cru » et l'acheteur paye 100 % du prix de référence. De 80 à 89 %, les terroirs sont non classés. De 90 à 99 % il s'agit de premier cru et le prix payé est en conséquence et va de 90 à 99 % du prix de référence du raisin. Autrefois, le classement allait jusqu'à 60 %.
Cette « échelle des crus » fut officialisée en 1911 par les représentants des vignerons et les négociants, à la suite de la révolte des vignerons champenois. Elle allait de 22,5 % à 100 % et excluait alors un quart des communes viticoles.

### Prix des vignobles
En 2013, le prix moyen de l'hectare s'évalue en moyenne à 1 077 400 euros sur l'ensemble du bassin viticole produisant l'AOP champagne, variant selon la localisation : 1 170 500 € en moyenne dans la Marne (minima à 500 000, maxima à 1 800 100), 930 000 € dans l'Aube (minima à 630 000, maxima à 1 274 200) et 798 100 € dans l'Aisne (minima à 566 800, maxima  1 236 500). La valeur des vignes a beaucoup augmenté en quelques années : elle était en moyenne de 181 400 euros en 1991, 264 100 en 1995, 416 800 en 2000, 605 600 en 2005 et de 858 900 en 2010.
Les prix des moûts sont définis entre un mois et 15 jours avant la vendange, en euros/kg. Ce prix résulte des réunions entre négociants, vignerons et CIVC (le Comité interprofessionnel du vin de Champagne), pour que chacun y trouve son compte.